# Deutsche Badmintonmeisterschaft 1975
Die Deutsche Badmintonmeisterschaft 1975 fand vom 30. Januar bis zum 2. Februar 1975 in Ludwigsburg statt.

## Medaillengewinner
| Disziplin    | Gold                                                           | Silber                                                           | Bronze                                                                         |
| ------------ | -------------------------------------------------------------- | ---------------------------------------------------------------- | ------------------------------------------------------------------------------ |
| Herreneinzel | Wolfgang Bochow (1. DBC Bonn)                                  | Roland Maywald (1. BC Beuel)                                     | Michael Schnaase (SC Union 08 Lüdinghausen)                                    |
| Dameneinzel  | Gudrun Ziebold (Merscheider TV)                                | Eva-Maria Kranz (1. BC Beuel)                                    | Jutta Vogel (PSV Grün-Weiß Wiesbaden)                                          |
| Herrendoppel | Willi Braun (VfL Wolfsburg) Roland Maywald (1. BC Beuel)       | Gerhard Kucki (1. BV Mülheim) Karl-Heinz Garbers (1. BV Mülheim) | Torsten Winter (PSV Grün-Weiß Wiesbaden) Hugo Wilmes (PSV Grün-Weiß Wiesbaden) |
| Damendoppel  | Brigitte Steden (VfL Bochum) Marieluise Wackerow (1. BC Beuel) | Karin Kucki (1. BV Mülheim) Vera Martini (TuS Wiebelskirchen)    | Eva-Maria Kranz (1. BC Beuel) Gudrun Ziebold (Merscheider TV)                  |
| Mixed        | Roland Maywald (1. BC Beuel) Brigitte Steden (VfL Bochum)      | Karl-Heinz Garbers (1. BV Mülheim) Karin Kucki (1. BV Mülheim)   | Gerhard Kucki (1. BV Mülheim) Vera Winter (TuS Wiebelskirchen)                 |